# Calliobasis spectrum
Calliobasis spectrum is een slakkensoort uit de familie van de Seguenziidae. De wetenschappelijke naam van de soort is voor het eerst geldig gepubliceerd in 1991 door Marshall.